# Lasher (Marvel)
Lasher is een fictieve superschurk uit de Spider-Man strips van Marvel Comics. Hij is een van de zes symbioot-kinderen van Venom. Hij werd bedacht door David Michelinie en Ron Lim.

## Biografie
De Lasher-symbioot ontstond uit een aantal experimenten die werden uitgevoerd op de Venom-symbioot door de Life Foundation, een organisatie die een schuilkelder had gebouwd voor rijke cliënten voor de dreigende nucleaire afloop van de Koude Oorlog. Om deze schuilkelder te bewaken, wilden ze een paar supersoldaten creëren via de Venom-symbioot.
De Lasher-symbioot bond zich aan Ramon, een medewerker van de Life Foundation. Ramon wilde graag een held zijn. Net zoals de andere LF-medewerkers had hij echter moeite om zijn symbioot onder controle te houden, wat zich vaak uitte in gewelddadigheid. Aan het eind van de Venom: Lethal Protector werden Lasher en de andere symbioten verslagen door Spider-Man en Venom.
Ze keerden echter terug tijdens de miniserie Venom: Separation Anxiety, waarin ze Eddie Brock uit de gevangenis bevrijdden om hem te dwingen hun te leren communiceren met hun symbioten. Ramon werd uiteindelijk gedood door Scream, waarna de Lasher symbioot met Screams andere slachtoffers fuseerde tot Hybrid.

## Krachten en vaardigheden
Lasher beschikt over dezelfde krachten als Venom. Zo heeft hij bovenmenselijke kracht, kan ongelimiteerd webben afschieten en kan niet worden gedetecteerd door Spider-Mans
”Spider-Sence”. Verder kan Lasher tentakels uit zijn kostuum creëren waarmee hij zijn slachtoffers kan vangen (in het Engels “Lash”, vandaar ook zijn naam).

## In andere media
Lasher was een van de vijanden in het SNES-videospel Spider-Man & Venom: Separation Anxiety.